# Одд и ледяные великаны
Одд и ледяные великаны — книга Нила Геймана, основанная на скандинавской мифологии и истории. Вышла в марте 2008 года. Рассказывает про приключения мальчика из Норвегии в Асгарде с древними богами северных народов: Один, Локи и Тор. В 2010 году Нил Гейман за озвучку романа «Одд и ледяные великаны» был награждён премией Audie Award в категории «За отличное чтение аудиокниги автором».

## Синопсис
Одд — двенадцатилетний мальчик, сын викинга, погибшего два года назад после набега во время набега. Его мать-шотландка выходит замуж за толстого вдовца, который пренебрегает им в пользу собственных детей. Земляки не любят мальчика из-за отстранённого, раздражающего характера. А тут ещё Одд ломает ногу, которая так и не зажила толком. Да ещё и зима затягивается неестественно долго. Устав от такой жизни, Одд несмотря на больную ногу решает уйти из своей деревни в лес и жить самостоятельно. Там он встречает лису, орла и медведя, последний застрял лапой в дереве. Одд помогает медведю и в дальнейшем кормит животных. Со временем он узнаёт, что это не обычные животные, а боги Локи, Один и Тор, которые были заколдованы и изгнаны из Асгарда морозным великаном. Он обманом заставил Локи дать ему молот Тора, тем самым получив в свои руки власть над Асгардом. Благодаря этому великан смог вызвать бесконечную зиму. Независимо от того, были они богами или нет, Одд не мог продолжать их кормить. Но он понимает, что богам некуда деться и они не могут прокормить себя.
Решив помочь застрявшим богам, Одд отправляется с ними в Асгард. Там Тор приводит его к колодцу Мимира, и он получает мудрость и видение своих родителей в их юности. В конце концов Одд разговаривает с великаном, который рассказывает, что его брат построил стены Асгарда, но был обманут и не только не получил платы за свой труд, но был убит Тором. Одд убеждает великана вернуться домой. Взамен богиня Фрейя исцеляет его ногу, хотя и не может вылечить её полностью, а Один даёт ему посох. По окончании истории Одд возвращается в Мидгард и когда зима заканчивается воссоединяется со своей матерью.